# Il giullare (romanzo)
Il giullare (The Jester) è un romanzo storico di James Patterson scritto in collaborazione con Andrew Gross.
Il libro è stato tradotto in croato, polacco, giapponese, tedesco, neogreco, amarico e italiano.

## Trama
La vicenda è ambientata nel 1096, in pieno Medioevo ed è raccontata in prima persona dal protagonista salvo taluni brevi momenti in cui è narrata in terza persona nelle scene in cui il protagonista non è presente.
Hugh de Luc è un locandiere della cittadina francese di Veille du Père. Il villaggio è sottoposto alle angherie e alla tirannia del suo feudatario Baldwin e dello sgherro di quest'ultimo Norcross. Attratto dalla promessa di ricchi bottini e di preziose reliquie Hugh decide di partire, lasciando sola la moglie Sophie, per la Crociata. Durante il viaggio però si accorge ancor di più dell'arroganza dei nobili e inizia a diffidare delle parole degli ecclesiastici e capendo che Dio non può volere massacri come quello compiuto da ambo le parti sotto le mura di Antiochia. Però pur vedendo i suoi amici morire e sconcertato dalla crudeltà di gruppi cristiani estremisti come i tafur, Hugh decide di restare e partecipa alla presa di Antiochia ed entra nella Cattedrale e lì viene disarmato da un guerriero arabo ma proprio quando sta per essere ucciso inizia a ridere riflettendo sulla comicità del fatto di morire per qualcosa in cui non crede. L'arabo, anch'egli ateo e stanco delle atrocità della guerra.
Norcross per vendicarsi delle offese subite accusa Hugh di insidiare una fanciulla e grazie a un raggiro riesce a farlo arrestare. Grazie però al vecchio giullare del castello, che lo aiuta nonostante lo smacco subìto, Hugh riesce a fuggire tramite un cunicolo attraverso le mura a ritorna a Borée.
A Borée racconta le sue vicende a Nortbert e, giacché quest'ultimo è malato, decide di sostituirlo come giullare alla corte di Anne. Un giorno Anne, la proprietaria del castello, lo convoca e gli ordina di cavalcare con lei. Il gruppo di cavalieri va in una cittadina distrutta. I pochi sopravvissuti dicono di essere stati assaliti da uomini con una croce nera in cerca di una reliquia, Anne dice al giullare che questi razziatori hanno ucciso alcuni feudatari in cerca della reliquia. Hugh, che crede che siano stati mandati da Baldwin, scopre che essi sono presenti a Borée e proprio in una cella di Borée incontra la sua amata Sophie che fa appena in tempo a morire fra le sue braccia. Hugh capisce che, in qualche modo, è entrato in possesso di una reliquia che i cavalieri, che sono dei tafur, stanno cercando e capisce che essi sono sotto l'ordine di Stephen, il marito di Anne, in ritorno dalla crociata. Pur volendo interrogare Anne, che ritiene in parte responsabile delle razzie dei tafur, il giullare viene convinto da Emilie a desistere. Anne infatti è schiava di suo marito che la maltratta e la picchia ed è ossessionato dalla ricerca di questa reliquia. Avendo ucciso alcuni tafur, Hugh è così costretto a tornare nel suo villaggio mentre Stephen torna a casa dalla crociata.
Tornato nel suo villaggio Hugh scopre che gli uomini di Baldwin si stanno vendicando sui cittadini con pesanti sanzioni perché lui ha ucciso Norcross. Allora, sia per evitare di essere allontanato e odiato sia per desiderio di vendetta e libertà, il giullare convince i suoi concittadini a ribellarsi al potere di Baldwin e di spezzare il vincolo. L'odio e la rabbia per i soprusi hanno infine la meglio sulla paura e sul senso di sottomissione e così i poveri contadini, sempre considerati una nullità, iniziano a preparare le difese per difendere il proprio villaggio alla prossima razzia. Mentre ci sono i preparativi giunge al villaggio Emilie che dice di essersi allontanata a causa di Stephen che è sempre più ossessionato dalla reliquia e tratta sempre peggio la moglie e i suoi sottoposti. I due diventano amanti mentre Hugh si chiede quale dei ninnoli recuperati durante le Crociate possa essere la reliquia tanto cercata. Quando arrivano i cavalieri razziatori al castello non sono inviati da Baldwin ma da Stephen e cercano la reliquia: alla loro testa c'è Morgaine, detto Croce Nera, colui che uccise l'arabo che stava per uccidere Hugh e il capo delle razzie negli ultimi tempi. Dopo un duro scontro i cavalieri vengono sconfitti ma il villaggio è bruciato e restano Croce Nera e Hugh a combattere su una collina. Hugh, perse le armi, rimane a combattere con il bastone donatogli dall'arabo, rispeditogli da Borée da Nortbert. I colpi di spada spaccano il legno del bastone e rivelano ciò che è veramente: la lancia di Longino, la preziosa reliquia ancora macchiata del sangue di Cristo. Con la lancia il giullare sconfigge Morgaine che riesce a fuggire. Armato della lancia e accompagnato dal fedele amico Odo, il giullare inizia il suo viaggio verso Treille durante il quale moltissimi si uniscono a lui sia per adorare la lancia sia per combattere contro il loro tormentatore e rivendicare i propri diritti. Intanto Emilie, per l'attaccamento che ha nei confronti di Anne, torna a Borée. Anche quando Hugh ha raccolto intorno a sé oltre mille uomini Baldwin, che li considera un esercito di villano insignificanti, non lo teme e non si cura di lui. I primi assalti contro Treille falliscono e il morale degli uomini di Hugh inizia a calare: essi sono contadini e artigiani e non soldati e vogliono tornare alle proprie case. Però usando un cunicolo attraverso le mura con il quale era fuggito dalle prigioni insieme a Palimpost, il giullare andatosene, Hugh riesce con pochi amici fidati a entrare a corte e a catturare Baldwin mentre gran parte delle truppe sono a sorvegliare le mura e poi a chiedere la resa dall'interno tenendo in ostaggio Baldwin. Presa la fortezza Hugh invia una lettera al re in cui sostiene che i suoi uomini hanno agito in bene e solo per liberarsi di una tirannia e vogliono tornare a vivere come facevano in pace e onestà con un regnante migliore.
Intanto Stephen comprende che le mire del giullare ora saranno rivolte contro di lui perché fu lui il vero mandante dell'omicidio di sua moglie e di sua figlia e perché vuole vendicare i soprusi da lui compiuti nella ricerca della reliquia. Così decide di sfrutta il vescovo di Borée che minaccia di scomunica tutti coloro che proseguiranno nell'impresa di Hugh: ciò scoraggia gran parte del suo esercito. Lui capisce che il re sarà d'accordo con la nobiltà e che il sogno di libertà di Treille non sarebbe potuto durare e così decide di proseguire da solo verso Borée portando la lancia di Longino. Viene però seguito da duecento dei suoi sostenitori: i suoi amici e i sognatori più accaniti che portano con sé Baldwin e la sua corte incatenati. Al gruppo si aggiungono trecento guerrieri dei Pirenei, molto rozzi ma molto forti e leali, alcuni guerrieri di Baldwin che tradiscono il loro vecchio tiranno e gente di villaggi in adorazione della reliquia. Pur non volendolo quindi il giullare si trova a capo di un vero esercito: forte di oltre mille uomini con reparti di cavalleria, generali e macchine d'assedio (catapulte, trabocchi, scudi e torri mobili). Costoro iniziano un vero assedio contro Borée che è difesa da mura poderose e da un esercito bene addestrato, armato ed organizzato. Intanto Stephen, sicuro di vincere, contro gli ordini della moglie, fa prigioniera Emilie che prega per la vittoria del giullare. Con una crudeltà senza limiti, Stephen dà fuoco a Nortbert e lo fa scagliare con una catapulta sulle file nemiche. Il giullare vede il suo amico e mentore morire tra atroci sofferenze. Dopo alcune settimane di assedio Hugh capisce che Borée non sarà mai presa poiché ormai gran parte del suo esercito è morta o si è ritirata e allora chiama a raccolta i suoi amici e i capi delle varie fazioni che lo seguono per architettare un piano: un giorno finge che gran parte dell'esercito si sia ritirata per lo sconforto e restando con meno di duecento uomini così Stephen gli scaglia contro il suo esercito mettendo alla sua giuda proprio Morgaine. L'esercito di Hugh finge di ritirarsi e attira il nemico nella foresta. Lì il restante degli uomini appare da tutti i lati circondando e massacrando il nemico. Nella lotta però Croce Nera riesce a scontrarsi con il giullare e si dimostra enormemente superiore a lui nell'abilità di combattere. Hugh però ride e ciò gli consente di distrarre e far affogare il nemico.

## Edizioni in italiano
- James Patterson e Andrew Gross, Il giullare: romanzo,  traduzione di Elisa Frontori, Milano: Corbaccio, 2003
- James Patterson e Andrew Gross, Il giullare: romanzo,  traduzione di Elisa Frontori, Milano: TEA, 2005
- James Patterson e Andrew Gross, Il giullare, Milano: Hachette2006